# الیاش گالاجدا
الیاش گالاجدا (اوکراینی: Ілля Галайда؛ ۱ اوت ۱۹۳۱ – ۱۰ اوت ۲۰۱۷) نویسنده، شاعر، ترجمه اهل اسلواکی بود.